# Deepak Kumar Mondal
Deepak Kumar Mondal (ur. 12 października 1979 w Jamshedpurze) – indyjski piłkarz, grający na pozycji środkowego obrońcy w klubie Mohun Bagan AC.

## Kariera klubowa
Deepak Mondal rozpoczął swoją karierę w Tata Football Academy w 1997 roku. W 1998 został zawodnikiem klubu JTC FC. W latach 2000-2005 występował w Kingfisher East Bengal Club, z którym zdobył mistrzostwo Indii w 2004 roku.
W latach 2005-2006 był zawodnikiem Mahindra United, z którym zdobył mistrzostwo Indii w 2006 roku. W 2006 przeszedł do klubu Mohun Bagan AC. Z Mohun Bagan zdobył wicemistrzostwo Indii w 2009, Puchar Federacji w 2008 oraz dwukrotnie Superpuchar Indii w 2007 i 2009.

## Kariera reprezentacyjna
W reprezentacji Indii Mondal zadebiutował w 1997 roku. W 2008 Mondal wygrał z reprezentacją AFC Challenge Cup, co oznaczało wywalczenie awansu do Pucharu Azji, po 27-letniej przerwie. Mondal znalazł się w kadrze na ten turniej. Dotychczas rozegrał w reprezentacji 42 spotkania.

## Nagrody
W roku 2010 został laureatem nagrody Arjuna Award.